# Hendrik Johan Caan
Hendrik Johan Caan, heer van Maurik, (Den Haag, 8 april 1781 – aldaar, 9 januari 1864) was een Nederlandse politicus.

## Familie
Caan was lid van de familie Caan en een zoon van mr. Hendrik Adriaan Caan (1755-1816), hoogheemraad van Delfland, en Susanna Jacoba Johanna Neck (1760-1846). Hij werd bij Koninklijk Besluit van 6 oktober 1821, no 125, verheven in de Nederlandse adel, met het predicaat jonkheer. Hij was lid van de Ridderschap van Holland (1822-1840) en Zuid-Holland (vanaf 1841).
In 1822 kocht hij de Gelderse heerlijkheid Maurik.
Hij trouwde met Margaretha Gerardina van Hoogstraten (1786-1837), lid van de familie Van Hoogstraten en dochter van politicus Samuel van Hoogstraten. Zij kregen tien kinderen, onder wie Jan Hendrik Caan van Neck (1817-1872), burgemeester van Veur en Rijswijk.

## Loopbaan
Caan studeerde Romeins en hedendaags recht en promoveerde in 1802 op stellingen aan de Leidse universiteit. Hij werd auditeur bij de Staatsraad (1806-1807) en was aansluitend drost van Maasland. Hij was onderprefect van het arrondissement Rotterdam in het departement van de Monden van de Maas (1810-1811) en secretaris-generaal van de prefectuur van de Monden van de Maas (1811-1813).
Caan had zitting in de Provinciale Staten van Holland (1814-1824, 1830-1840) en Zuid-Holland (1840-1850) en was daarnaast lid van Gedeputeerde Staten (1840-1845). Van 1832 tot 1841 was hij raadadviseur bij het ministerie van Binnenlandse Zaken. Hij werd benoemd tot buitengewoon lid van de Tweede Kamer der Staten-Generaal in 1848 en voerde het woord bij de algemene beschouwingen over de Grondwetsherziening en bij de behandeling van hoofdstuk VIII (Defensie). Hij stemde vóór alle wetsvoorstellen tot Grondwetsherziening. Hij werd in 1848 door de kiezers van het district Delft als eerste op de voordracht voor het Eerste Kamerlidmaatschap gezet, maar niet door de koning benoemd.
In 1831 werd hij benoemd tot ridder in de Orde van de Nederlandse Leeuw. Hij was honorair lid van de Raad van State. Caan overleed in 1864, op 82-jarige leeftijd.
- Biografisch Portaal: 43614181
- International Standard Name Identifier: 0000 0003 9074 7441
- Nederlandse Thesaurus van Auteursnamen: 072760621
- Parlement.com: vg09llt4zdu0
- Virtual International Authority File: 284426390
- WorldCat: E39PBJqqvWXrpDBHWcxfB94Xh3